# Anisopagurus asteriscus
Anisopagurus asteriscus — вид десятиногих ракоподібних родини Paguridae. Описаний у 2020 році.

## Поширення
Ендемік Панами. Виявлений у Карибському морі серед коралових рифів в провінції Бокас-дель-Торо біля північно-західного узбережжя країни.